# Adrar des Ifoghas
Adrar des Ifoghas, auch Adrar des Iforas, Ifoghas-Gebirge, (Tifinagh: ⴰⴷⵔⴰⵔ ⵏ ⵉⴼⵓⵖⴰⵙ, arabisch أدرار إيفوغاس) ist ein 250.000 Quadratkilometer umfassendes Gebirgsmassiv in der Sahara. Es liegt im Nordosten Malis in der Region Kidal und zu kleineren Teilen in den algerischen Provinzen Adrar und Tamanrasset. Mit Aïr, Ahaggar und Tibesti gehört es zu den wichtigsten Gebirgszügen der Sahara.

## Geologie
Das Adrar des Ifoghas besteht überwiegend aus Sandstein. Wasser gibt es in mehreren Gueltas.

## Name
Das berberische Wort adrar bedeutet Berg. Ifogha ist der Name einer reichen und einflussreichen Tuareg-Familie, der Kel Ifoghas, Nomaden, die lange in der Gegend lebten. Im weiteren Sinn bezeichnet „Ifoghas“ alle Tuareg der Region. Sie sind traditionell Nomaden, die Kamele, Rinder und Schafe züchten. Der Name des mauretanischen Adrar-Plateaus geht auf dasselbe Wort zurück.

## Geschichte
Der Adrar des Ifoghas ist reich an neolithischen Felsbildern und Höhlenmalereien.

### Moscheen des Adrar des Ifoghas
Forschung von Patrice Cressier gibt Einblick in die architektonische und kulturelle Bedeutung von vier Moscheen im Adrar des Ifoghas, nördlich von Gao und Agadez.
Die Moschee von Tefis, die wahrscheinlich um 1480 erbaut wurde, nahm eine zentrale Position in einer ovalen heiligen Anlage ein und wurde von einem kleinen Oratorium aus dem fünfzehnten Jahrhundert begleitet. Eine weitere bemerkenswerte Moschee in der Stadt In-Teduq, die um 1430 von ʿUthman al-Mawhub bin Iflawas gegründet wurde, hatte einen zentralen Bau, der in drei nach der Qibla ausgerichtete Schiffe unterteilt war. Leider wurde sie in der Mitte des sechzehnten Jahrhunderts durch Gewalt zerstört.
Auch die Moschee von Shi-n Wasagharan, die sich durch zwei parallel zur Qibla verlaufende Seitenschiffe auszeichnet, stammt aus dem sechzehnten Jahrhundert, wie epigraphische Zeugnisse aus nahe gelegenen Nekropolen belegen. Die Moschee von Es-Suk, die sich in der mittelalterlichen Stadt Tadmekka befindet, hatte eine rechteckige Halle mit den Maßen 23,5 × 15,5 Meter, die in fünf Gänge parallel zur Qibla unterteilt war.
Diese Moscheen hatten typischerweise einen rechteckigen Grundriss in Nord-Süd-Richtung, mit schmalen, auf die Qibla ausgerichteten Seitenschiffen und starken, von kleinen Öffnungen durchbrochenen Mauern. Während einige Dörfer oder temporäre Siedlungen nur ein Schiff hatten, verfügten städtische Zentren wie Assode oder Tadmekka über drei Schiffe. Im Gegensatz zu den Moscheen in Mauretanien besaßen die Moscheen in Air keine Verzierungen und hatten ein solideres Erscheinungsbild, ohne Minarette oder Minbars.
Cressier schlug vor, dass die sorgfältige räumliche Organisation dieser Moscheen, die entlang einer Ost-West-Achse strukturiert und oft in heilige ovale Anlagen integriert waren, einen vom Sufismus beeinflussten Sinn für göttliche Harmonie widerspiegelte. Darüber hinaus gründeten Gelehrte aus Tadmekka im späten fünfzehnten Jahrhundert Einsiedeleien in Air, die wahrscheinlich zur einzigartigen religiösen Architektur der Region beitrugen. Diese Moscheen stellen eine eigene Untergruppe innerhalb der vorsaharischen Steppe dar, die sich durch ihre Ausrichtung auf die Qibla und zwei oder drei parallele Kirchenschiffe auszeichnet.

## Besiedlung
Die größte Siedlung ist Kidal, Hauptstadt der nach ihr benannten Region Kidal. Weitere Siedlungen sind Tessalit, Boughessa, Essouk, Télabit, Abeïbara etwa im Zentrum der Region und Adjelhoc.

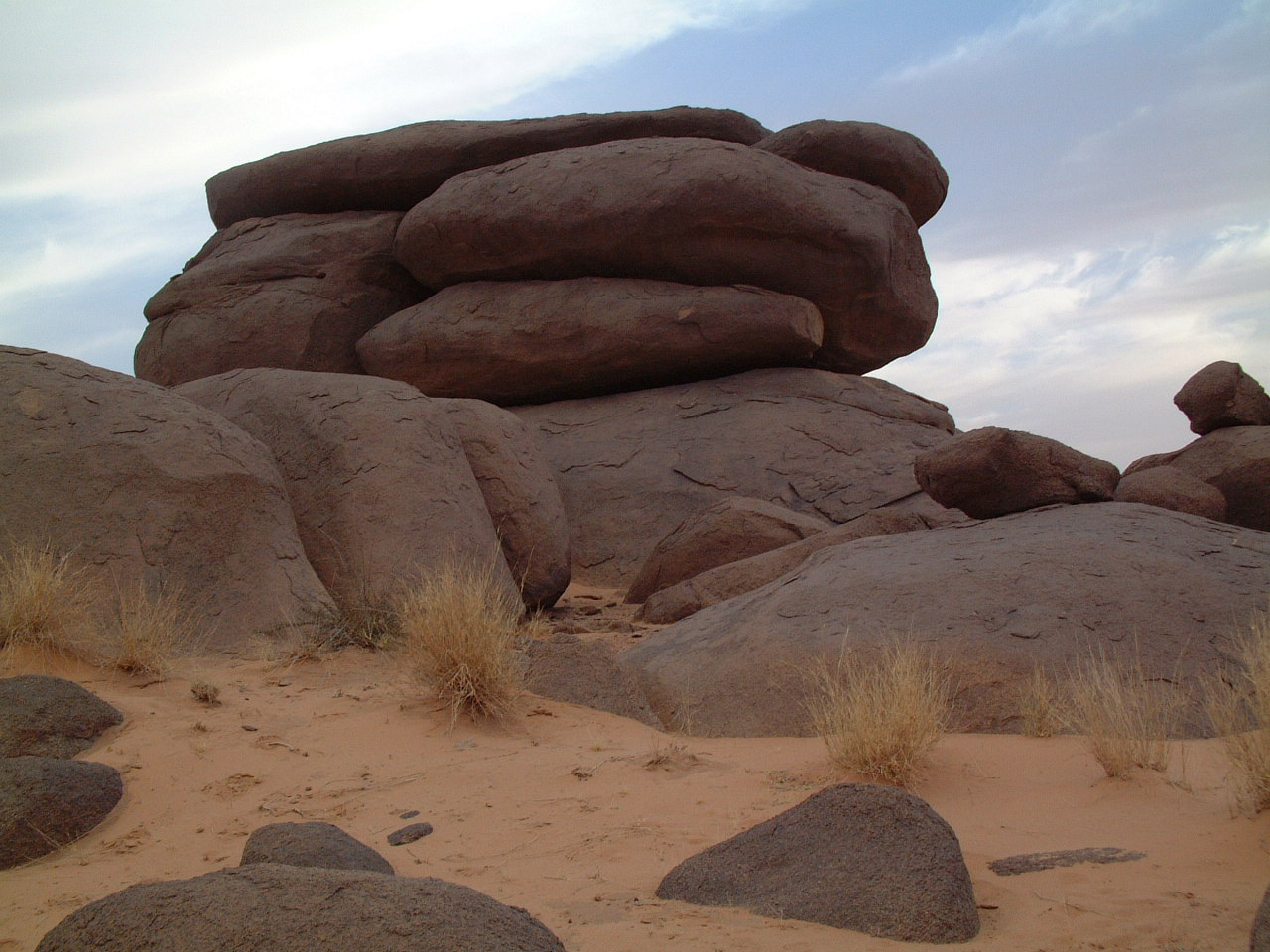
Felsformation im Massiv von Timidjileline
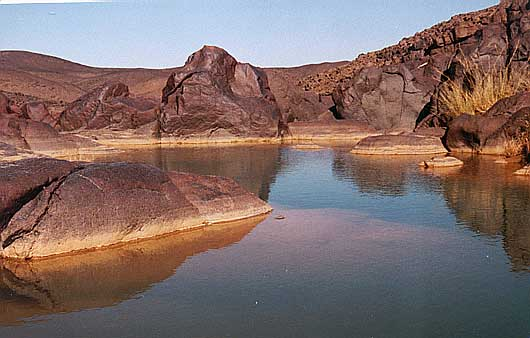
Eine Guelta bei Oubankort im Adrar des Ifoghas
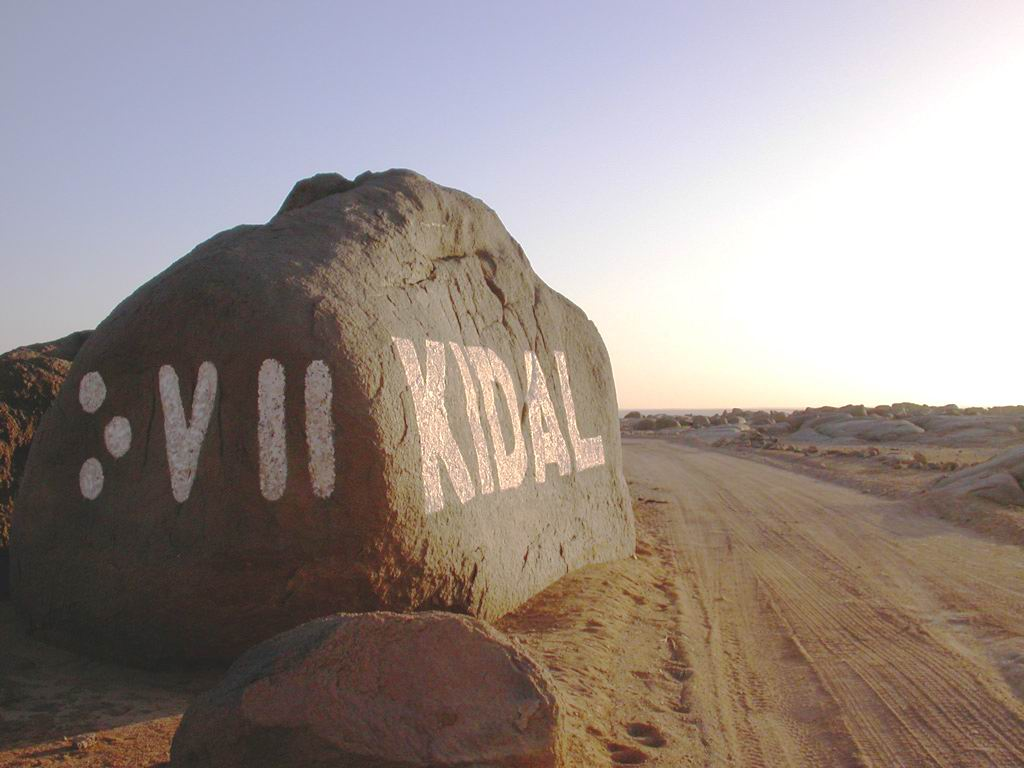
Wegweiser nach Kidal, einer Tuareg-Stadt in Mali